# Caerostris darwini
Espèce
Caerostris darwini est une espèce d'araignées aranéomorphes de la famille des Araneidae.

## Distribution
Cette espèce est endémique de Madagascar. Elle a été découverte en 2009 dans le parc national d'Andasibe-Mantadia et observée dans le parc national de Ranomafana.

## Description

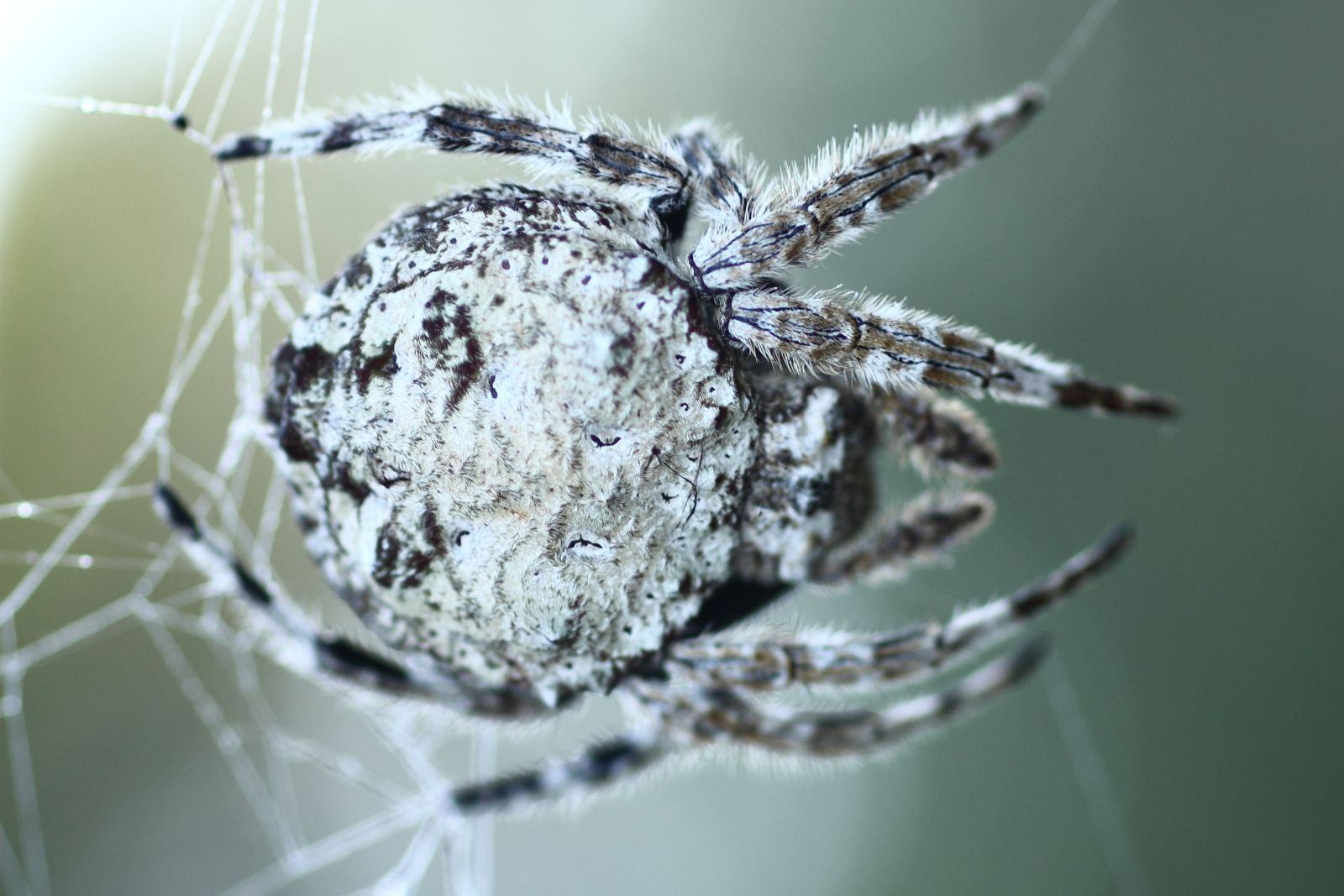
Caerostris darwini.

Les mâles sont beaucoup plus petits que les femelles. Les mâles mesurent de 5,7 à 6,1 mm et les femelles de 17,9 à 22 mm. Cette araignée peut se confondre à l'ex-croissance du bois pour se camoufler lorsqu'elle est en inactivité.

## Toile

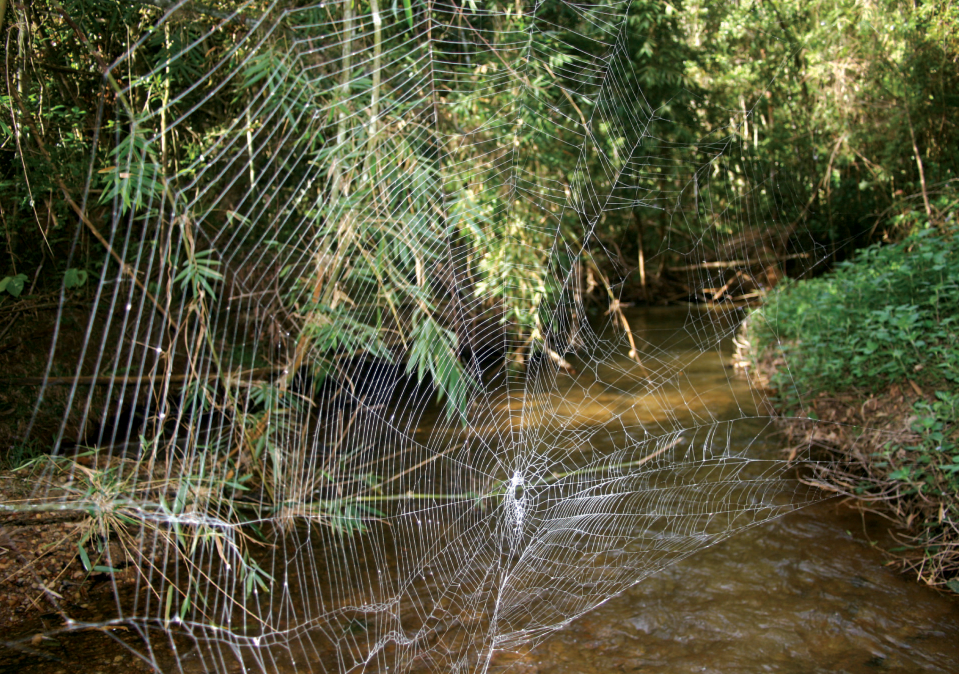
Toile de Caerostris darwini.

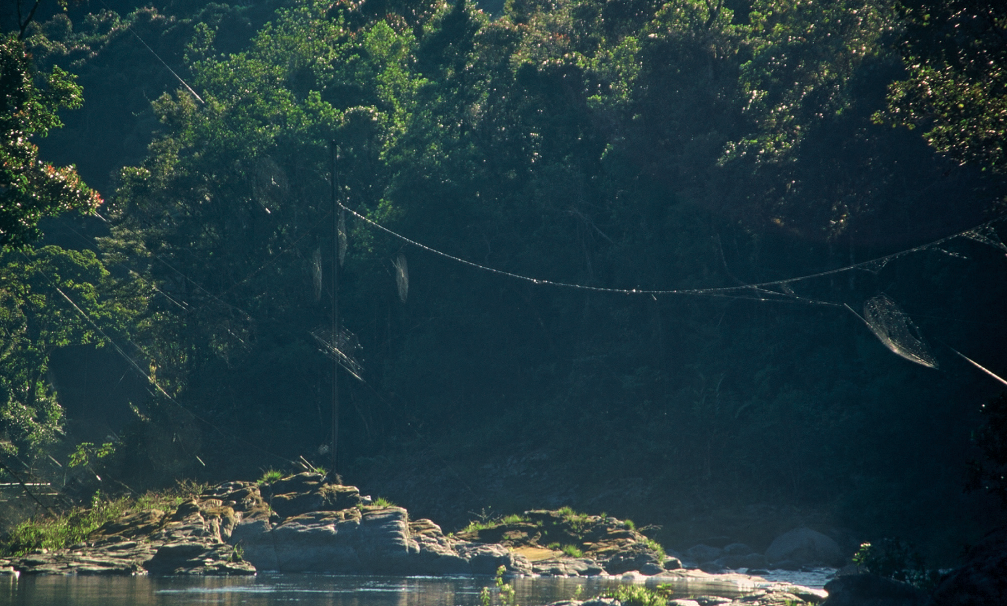
Toile de Caerostris darwini.

Sa toile est la plus résistante des toiles d'araignées connues à ce jour, jusqu'à 2 fois plus qu'aucune autre toile et jusqu'à dix fois plus résistante qu'une fibre de kevlar de même proportions.
Cette araignée tisse sa toile au dessus de cours d'eau.

## Étymologie
Elle a été nommée en hommage à Charles Darwin car sa description a été faite précisément 150 ans après la première publication de The Origin of Species le 24 novembre 2009,.

### Publication originale
- Kuntner & Agnarsson, 2010 : Web gigantism in Darwin's bark spider, a new species from Madagascar (Araneidae: Caerostris). Journal of Arachnology, vol. 38, no 2, p. 346-356 (texte intégral).